# Eurosport 2
«Eurosport 2» (Евроспо́рт 2) — круглосуточный европейский спортивный канал холдинга Eurosport. Начал вещание в Европе 10 января 2005 года в 35 странах, в России — 29 августа 2005 года.
На 2011 год охват Eurosport 2 насчитывал около 50 миллионов домохозяйств в 47 странах.
По состоянию на 2013 год вещание телеканала существовало в 18 языковых версиях.

## Концепция
Отличие Eurosport 2 от Eurosport 1 заключается в более молодёжной направленности трансляций. В эфирной сетке преобладают такие виды спорта, как сквош, регби-7, флорбол, бадминтон, настольный теннис, хоккей на траве, экстремальные виды спорта, а также редкие виды спорта, распространёнными только в отдельных регионах, например, сепактакрау. Также в эфире идут нишевые виды спорта – Кубок УЛЕБ и итальянская Серия А по баскетболу, Национальная лига лакросса, Arena Football League по американскому футболу в закрытых помещениях и другие. При этом на канале ведутся трансляции и классических видов спорта (европейский футбол, теннис), но чаще всего в его эфир попадают второстепенные матчи, повторы финалов или же трансляции, которые по тем или иным причинам не размещаются в сетке вещания основного канала.

## Eurosport 2 HD
Eurosport 2 HD — версия телеканала, вещающая в формате высокой чёткости с 2009 года. В Центральной и Северной Европе на данном канале показываются некоторые эксклюзивные телетрансляции, такие, как чемпионат Германии по футболу, борцовские рестлинг-шоу WWE и австралийский футбол, которые не транслируются на других версиях канала по причине отсутствия прав на них.
HD-версия телеканала доступна на спутнике EutelsatHotBird 13°E.